# Фабрика (студія Енді Воргола)

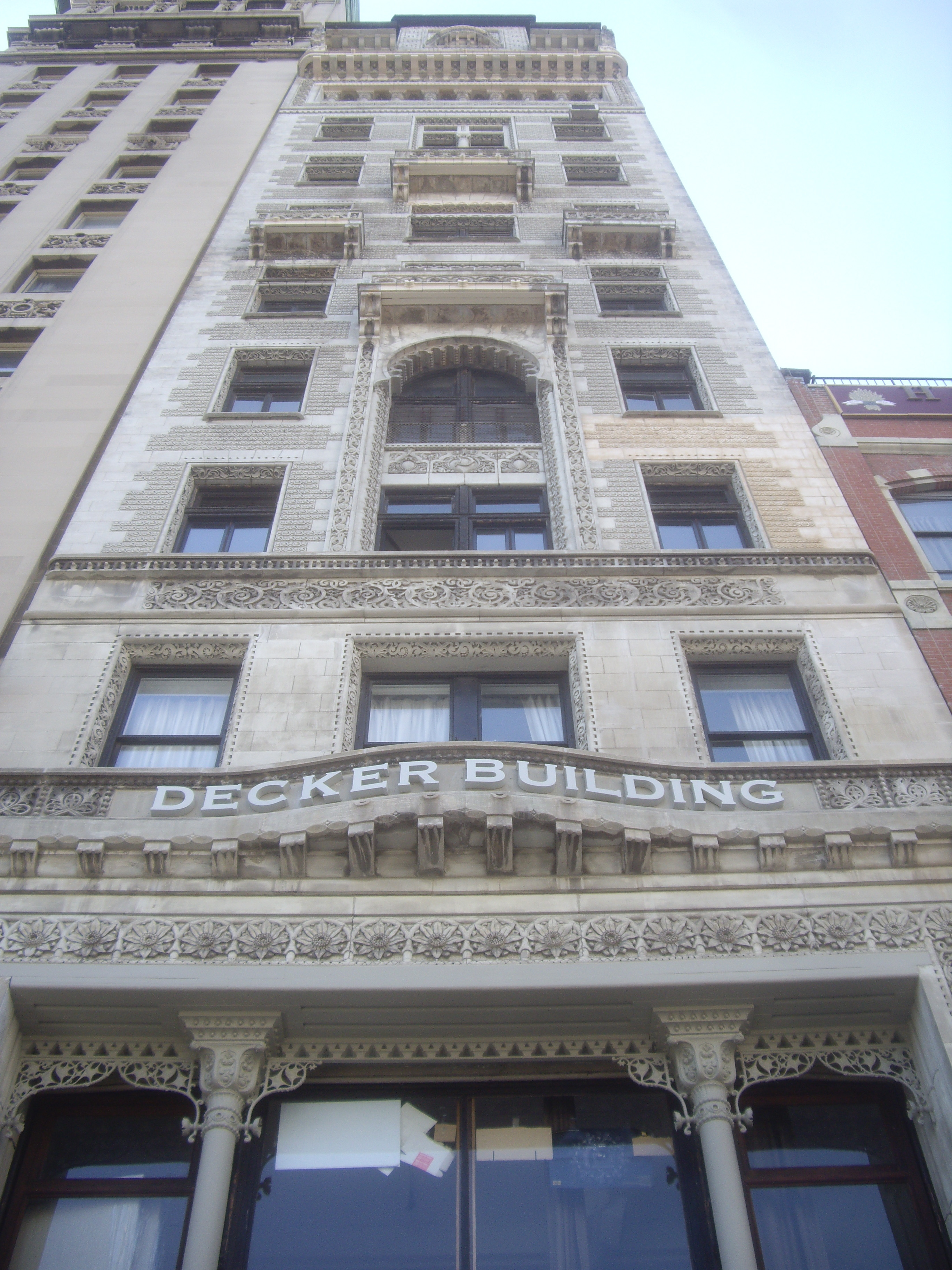
Друга нью-йоркська Decker Building, куди переїхала «Фабрика» Воргола у 1968 році.

Фабрика або Срібна Фабрика (англ. The Factory) — арт-студія Енді Воргола у Нью-Йорку, яка активно діяла з 1962 року. Спочатку була розташовувала у Мангеттену на 5-му поверсі будинку 231 по 47-й вулиці (Silver Factory, будівлю снесено у 1968 році), потім переїхала на 6-й поверх будинку 33 по Юніон-скверу у тому ж районі, де проіснувала до 1973 року. Орендна плата становила сто доларів на рік. У наступні 11 років до 1984-го «Фабрика» була розташована у величезному приміщенні у північній стороні Юніон-скверу за адресою 860 Бродвей. Останнім її притулком став звичайний офіс на 33-й вулиці.
«Фабрика» прославилася не тільки (і не стільки) як «студія, в якій працював Воргол», скільки як улюблений притулок нью-йоркської богеми: музикантів, письменників, художників, андерґаундних фотографів і режисерів та ін. Всередині приміщення все було пофарбовано срібною фарбою: усередині ліфта, унітаз, музична та протипожежна апаратура, і навіть пляшки «Кока-коли». Як говорив Воргол, «срібний колір був, перш за все, проявом нарцисизму — дзеркало в обрамленні срібла. За словами Ультрафіолет, навіть кіт був пофарбований в срібний колір. Сформувалася особлива „тусовка“ мешканців „Фабрики“, багато хто з яких були амфетаміновими наркоманами, гомосексуалами або драг-Квін, знімалися в „підпільних“ порнофільмах — студія здобула особливу популярність завдяки існуванню там вільних звичаїв, своєрідній ноті скандальності. Серед людей, яких прозвали суперзірками Воргола, були Еді Седжвік, Джерард Маланг, Ніко, Кенді Дарлінг, Віва Ультрафіолет, Інгрід Суперстар, Ондін Біллі Нейм Джекі Кертіс Джейн Хольцер Бриджит Берлін Холлі Вудлон, Мері Воронов, Сільвія Майлз, Андреа Фельдман Джек Сміт та інші.

## Опис
Фабрику часто називали Срібною Фабрикою. У 1963 році художник Рей Джонсон узяв з собою Воргола на вечірку у квартиру Біллі Імен, прикрашену жерстяною фольгою та срібною фарбою, і Воргол попросив його зробити те саме для його нещодавно орендованого горища. Срібло, розбиті дзеркала та жерстяна фольга були основними оздоблювальними матеріалами, які любили споживачі амфетаміну шістдесятих років.
Роки Воргола на Фабриці були відомі як Срібна ера. Окрім світлин та картин, Воргол випускав взуття, фільми, скульптури та замовляв роботи в різних жанрах, щоб зробити бренд та продавати предмети з його іменем. Його перші замовлення складалися з одного портрета, зробленого технікою шовкографії, за 25 000 доларів, з додатковими полотнами інших кольорів по 5000 доларів кожна. Пізніше він збільшив ціну додаткових кольорів до $20 000 кожен. Воргол використовував значну частину свого доходу для фінансування Фабрики.
Фабрика була притулком для митців, користувачів амфетаміну (спідів) та суперзірок Воргола. Він прославився своїми новаторськими вечірками. У студії працівники Воргола займалися шовкографією та літографією під його керівництвом. У 1968 році Воргол перемістив Фабрику на шостий поверх Деккер-білдінг, на 33 Юніон-сквер-Уест, біля Max's Kansas City, клубу, який Воргол і його оточення часто відвідували. На той момент, коли Воргол здобув відомість, він працював день і ніч над своїми картинами. Воргол використовував шовкові екрани, щоб масово створювати зображення, як корпорації масово виробляли товари широкого вжитку. Щоб збільшити виробництво, він привернув до себе допомогу виконавців фільмів для дорослих, драг-Квін, наркоманів, музикантів та вільнодумців, які стали відомими як Суперзірки Воргола. Ці „арт-працівники“ допомогли йому створити свої картини, знялися у його фільмах та створили атмосферу, за якою Фабрика стала легендарною.
Виступаючи в 2002 році, музикант Джон Кейл сказав: „Фабрика“ недарма мала таку назву. Саме там знаходилася лінія збірки для шовкографії. Поки одна людина займалася шовкографією, хтось інший знімав кінопробу». Кожен день щось нове."
Біллі Нейм привіз червоний диван, який став помітним предметом на Фабриці, знайшовши його на тротуарі 47-ї вулиці під час одної з його «опівнічних прогулянок». Диван дуже швидко став улюбленим місцем для гостей Фабрики, на якому збиралися протягом ночі, як правило, після вживання амфетаміну. Він був показаний у багатьох фотографіях та фільмах із Срібної епохи, включаючи «Кушетка» та «Мінет». Під час переїзду в 1968 році диван був викрадений, поки не надовго залишався на тротуарі без нагляду.

## Музика
Фабрика стала місцем зустрічі художників та музикантів, таких як Лу Рід, Боб Ділан, Джим Моррісон (The Doors) і Мік Джаггер (The Rolling Stones), відомий письменник (і відкритий гей) Трумен Капоте; такі персонажі, як, наприклад, Сальвадор Далі і Аллен Гінзберг, також бували в студії. Воргол став першим продюсером впливової рок-групи Лу Ріда The Velvet Underground і створив відому обкладинку для дебютного альбому групи. Зображений на ній яскраво-жовтий банан став одним з найяскравіших і впізнаваних символів в рок-музиці. Воргол також розробив обкладинку альбому для The Rolling Stones «Sticky Fingers».
Воргол включив Velvet Underground у «Exploding Plastic Inevitable», виставу, яка поєднувала мистецтво, рок, фільми Воргола та танцюристів усіх видів, а також живі S&M постанови та образи. Velvet Underground та EPI використовували Фабрику як місце для репетицій та проведення часу.
«Walk on the Wild Side», найвідоміша пісня Лу Рида з його сольної кар'єри, була випущена на другому і першому комерційно успішному сольному альбомі «Трансформер» (1972). Пісня стосується суперзірок та життя Фабрики. Він згадує Холлі Вудлаун, Кенді Дарлінг, Джо Даллесандро, Джекі Кертіс та Джо Кемпбелл (в пісні згадується його «фабричне» прізвисько Фея цукрової сливи (англ. Sugar Plum Fairy)).

### Сексуальні радикали
Енді Воргол коментував мейнстрім Америки через своє мистецтво, не зважаючи на її консервативні соціальні погляди. Майже вся його робота, знята на Фабриці, демонструвала наготу, графічну сексуальність, вживання наркотиків, одностатеві стосунки та трансгендер персонажів набагато більше та частіше, ніж показували у кінотеатрі. Створюючи фільми, Воргол робив на Фабриці сексуальне поблажливе середовище для влаштованих там «подій», які включали фальшиві весілля між драг-квін, короткими прокатами порнофільмів та вульгарними п'єсами. Те, що називалося вільним коханням, було в студії, оскільки сексуальність у 1960-х роках ставала все більш відкритою. Воргол використовував кадри сексуальних актів між своїми друзями, наприклад, у фільмі «Blue Movie» 1969 року, режисером, сценаристом та оператором якого був Воргол. Фільм, у якому знялися актриса Viva та Луї Уолдон, був першим еротичний фільм для дорослих із зображенням явного сексу, який отримав широкий театральний реліз у Сполучених Штатах.

### Фільми
Воргол почав знімати фільми на Фабриці близько 1963 року, коли він почав працювати над «Поцілунком». Він показував свої фільми на Фабриці для своїх друзів, перш ніж випускати їх для широкої аудиторії. Коли традиційні театри відмовлялися показувати його провокаційні фільми, Воргол іноді звертався до нічних клубів, включаючи New Andy Warhol Garrick Theatre та 55th Street Playhouse.